# Йорі Гранжан
Йорі Гранжан (20 березня 1989) — бельгійський плавець.
Учасник Олімпійських Ігор 2008 року.
Призер Чемпіонату Європи з плавання на короткій воді 2012, 2013 років.
Чемпіон світу з плавання серед юніорів 2006 року.